# Heinrich Funk (Organist)
Heinrich Funk (* 12. April 1904 in Wädenswil; † 21. Februar 1977 in Zürich) war ein Schweizer Organist und Dirigent.

## Leben und Wirken
Heinrich Funk wurde nach seinem Studium am Konservatorium Zürich in Paris Schüler des französischen Organisten und Komponisten Marcel Dupré. 1926 trat er das Amt des Organisten an der reformierten Kirche Wädenswil an. 1930 wurde er Dirigent und künstlerischer Leiter beim Kirchengesangsverein (heute Kirchen- und Oratorienchor) Wädenswil. 1933 und 1940 folgten solche Verpflichtungen beim Orchesterverein (heute Kammerorchester) Wädenswil sowie beim Männerchor Eintracht Wädenswil. Funk initiierte Abonnementskonzerte und engagierte Maria Stader, Ernst Häfliger oder seinen ehemaligen Privatlehrer Dupré für Konzerte in Wädenswil.
Neben seiner musikalischen Tätigkeit in Wädenswil unternahm Funk mehrere Konzertreisen. Ab 1942 wirkte Funk als Orgellehrer am Konservatorium Zürich, und ab 1954 als Organist am Zürcher Fraumünster, wo er seine Konzerttätigkeit fortführte. Daneben war er als Organist beim Tonhalle-Orchester Zürich engagiert.

## Tonträger
- Die Grossen Orgeln der Stadt Zürich. Grossmünster, Fraumünster, Kirche Enge, Kreuzkirche. Hans Vollenweider (Organist), Heinrich Funk, Erich Vollenwyder, Martin Ruhoff. Ohne Datum.[1]